# A. J. Cronin
Archibald Joseph Cronin, noto come A. J. Cronin (Cardross, 19 luglio 1896 – Montreux, 6 gennaio 1981), è stato uno scrittore e medico scozzese.

## Biografia

### Gli inizi
A. J. Cronin nacque nel Rosebank Cottage, a Cardross nel Dunbartonshire (ora Argyll e Bute), in Scozia, da Jessie Montgomerie Cronin e Patrick Cronin. Il nonno paterno, Owen Cronin, insieme alla moglie, entrambi nati in Irlanda e cattolici, emigrarono da County Armagh, Irlanda, ad Alexandria, Scozia, diventando mercanti di occhiali e vasellame. Il nonno materno, Archibald Montgomerie, protestante, era un cappellaio che possedeva un negozio a Dumbarton. La situazione familiare del giovane Cronin influenzò alcuni suoi scritti, come ad esempio La canzone da sei soldi, storia di carattere autobiografico che narra le vicende di Laurence, figlio unico di madre protestante e padre cattolico.
Dopo il matrimonio, i genitori di Cronin vissero per un periodo a Cardross. In seguito al peggioramento della salute del padre, malato di tubercolosi, dovettero trasferirsi ad Helensburgh, nel 1902, dove Cronin frequentò la Grant Street School. Quando il padre, un agente di assicurazione e viaggiatore di commercio, morì, Cronin aveva solo 8 anni e, nel 1904, si trasferì con sua madre a casa dei nonni materni a Dumbarton.
Fu uno studente precoce alla scuola elementare Dumbarton Academy, dove vinse molte competizioni di scrittura. Nel 1912 la famiglia si trasferì a Yorkhill, Glasgow, dove frequentò il college St Aloysius. La sua educazione scolastica prevedeva lo studio di molteplici discipline: algebra, geometria, trigonometria, educazione religiosa, inglese, letteratura francese e scienze. Grazie alle sue notevoli qualità nel 1914, all'età di 18 anni, ebbe una borsa di studio in Medicina all'Università di Glasgow.

La scelta di studiare medicina non era tra i suoi progetti, ma come spiegò lui stesso molti anni dopo, la famiglia lo pose dinanzi ad una scelta: 
(Davies Alan, A.J. Cronin: The Man Who Created Dr Finlay, 2011, p. 66.)
Durante la prima guerra mondiale, interruppe gli studi universitari per servire la Marina militare britannica (1916-1917) come chirurgo sotto-tenente. Nel 1919 si laureò con lode, ricevendo un encomio in chirurgia clinica e un certificato di seconda classe in chirurgia metodica, pratica della medicina ostetrica e medicina psicologica.
Oltre all'esperienza nella Marina militare britannica, Cronin fece pratica in diversi ospedali, quali Bellahouston e Lightburn a Glasgow, al Rotunda Hospital a Dublino e infine a Tredegar, piccola cittadina mineraria nel Galles del sud. Nel 1924 divenne ispettore medico delle miniere. Ottenne diversi riconoscimenti, tra cui il Diploma in sanità pubblica (1923) e venne eletto membro del Collegio dei Medici di Londra (1924).
Negli anni successivi pubblicò un'indagine di carattere medico sui rischi professionali dell'industria estrattiva e in particolare sulla correlazione tra l'inalazione di polvere di carbone e malattie polmonari. Da questa ricerca trasse due romanzi: La cittadella (The Citadel, 1937), ambientato in Galles, e E le stelle stanno a guardare (The Stars Look Down), ambientato nel nord est dell'Inghilterra.
Nel luglio 1925 ricevette dall'Università di Glasgow il titolo di M.D. (Dottore in Medicina) per una dissertazione, intitolata "La storia dell'aneurisma".
Si trasferì a Londra dove praticò in Harley Street, e successivamente aprì un proprio studio medico al 152 Westbourne Grove, Notting Hill. Cominciò ad interessarsi all'oftalmologia.

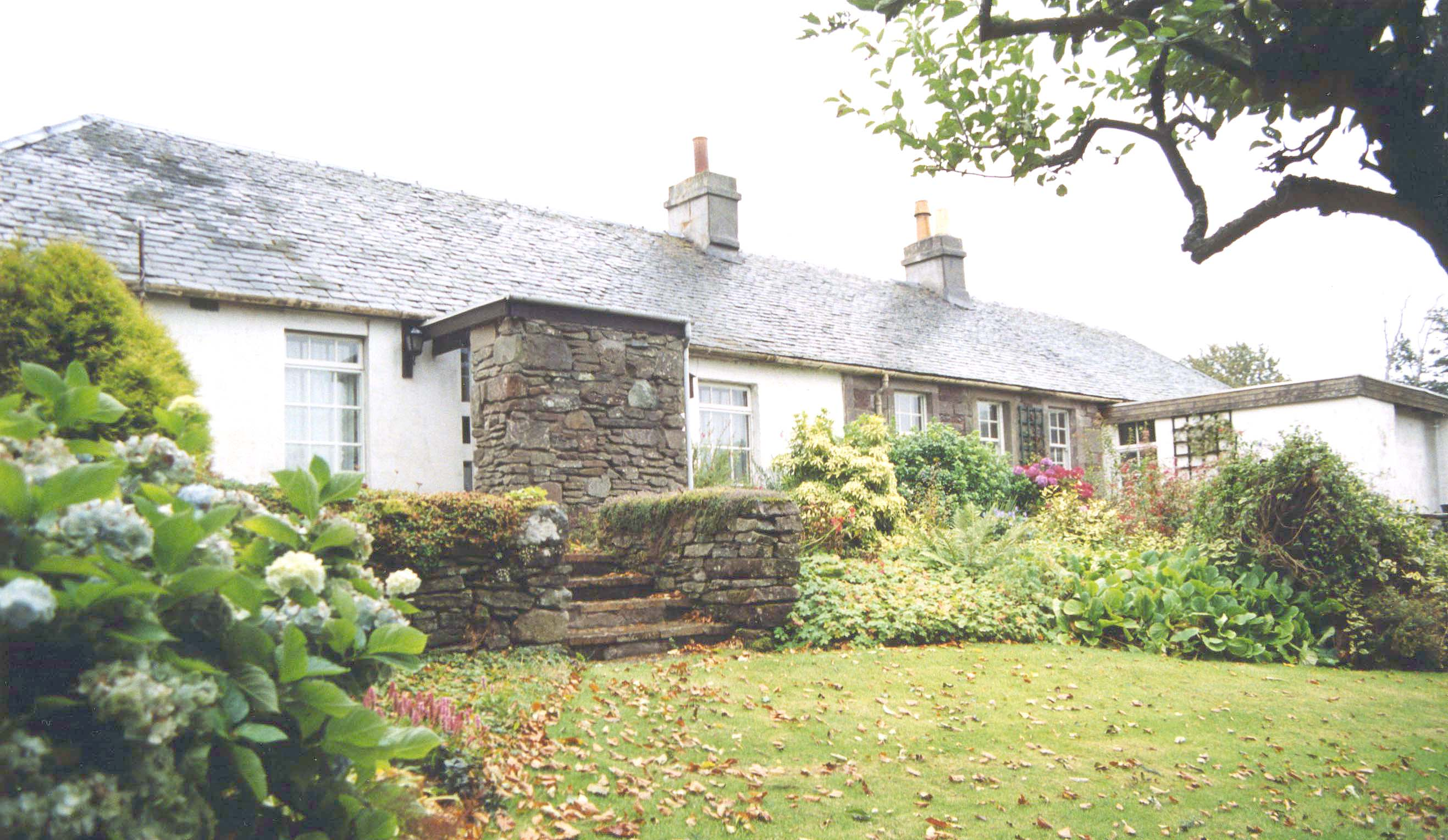
Il Rosebank Cottage, casa natale di Cronin

### Scrittore
Nel 1930 gli venne diagnosticata un'ulcera duodenale cronica con precisa prescrizione medica di rimanere a riposo sei mesi in un luogo tranquillo. Da qui la decisione di trasferirsi insieme alla moglie e ai due figli alla Dalchenna Farm vicino Loch Fyne, dove tra l'agosto e l'ottobre del 1930 scrisse il suo primo romanzo, Il castello del cappellaio (Hatter's Castle). Il manoscritto venne immediatamente accettato da Gollancz, l'unica casa editrice alla quale sia stato apparentemente sottoposto (scelta probabilmente dalla moglie in maniera casuale, ovvero inserendo uno spillino in una lista di vari editori). Il castello del cappellaio fu pubblicato nel 1931 e fu un immediato e sensazionale successo, tanto che Cronin abbandonò la professione del medico e si dedicò completamente ad una carriera di prolifico autore.
Come lui stesso scrisse in una copia personale del romanzo: 
(Davies Alan, A.J. Cronin: The Man Who Created Dr Finlay, 2011, p. 95.)
Seguirono I tre amori (The Three Lovers, 1932), Gran Canaria (Grand Canary, 1933), E le stelle stanno a guardare (The Stars Look Down, 1935), La cittadella (The Citadel, 1937), Le chiavi del regno (The Keys of the Kingdom, 1941) e Anni verdi (The Green Years, 1944). Molti libri di Cronin sono divenuti dei best seller e tradotti in numerose lingue. Tra gli elementi di forza vanno annoverate le capacità narrative e il suo potere di esprimere osservazioni acute e descrizioni grafiche. In qualche novella o romanzo sono descritte le esperienze riguardo alla sua carriera di medico, in un drammatico miscuglio di realismo, romanticismo e di critica sociale.
La cittadella contribuì alla decisione di realizzare il National Health Service (servizio sanitario nazionale) in Gran Bretagna in quanto metteva in luce le ingiustizie e l'incompetenza della pratica medica di quei tempi.
Da molte sue opere sono state tratte serie televisive e film di successo. L'umanesimo di Cronin continua ancora oggi ad ispirare, ad esempio la sceneggiatura di Billy Elliot the Musical si rifà in parte al romanzo E le stelle stanno a guardare. Infatti, il brano d'apertura (And the Stars Look Down) è un omaggio a quest'opera.

### Vita privata
Cronin conobbe sua moglie, Agnes Mary Gibson, detta May (1898 - 1981), all'università di Glasgow, dove anch'essa frequentava la facoltà di Medicina. Figlia di Robert Gibson, maestro panettiere, e Agnes Thomson Gibson di Hamilton, Lanarkshire. Si sposarono il 31 agosto 1921 al St Enoch, uno dei migliori hotel di Glasgow. Come medico, May è stata sempre al fianco del marito aiutandolo nel dispensario quando Cronin aveva incarichi alla Tredegar Medical Aid Society e successivamente nell'organizzazione dello studio a Londra. Quando Cronin divenne un autore, lei aveva il compito di correggere le bozze. Il loro primo figlio, Vincent, nacque a Tredegar nel 1924. Il secondo, Patrick, nacque a Londra nel 1926, e così anche il terzo figlio, Andrew, nel 1937.
Quando i romanzi di Cronin cominciarono ad essere adattati allo schermo, con la sua famiglia si trasferì negli Stati Uniti nel 1939. Tra il 1939 e il 1947, durante il dramma della guerra in Europa, la famiglia viaggiò negli Stati Uniti, trascorrendo non più di un anno in un singolo luogo. Tale vita nomade terminò nel giugno del 1947 con l'acquisto di Woodlea Hill, in New Canaan, Connecticut. La moglie, malata di Alzheimer, fu ricoverata in una casa di cura dove morì nel 1981.

### Gli ultimi anni
Cronin ritornò in Europa, esattamente in Svizzera, prima a Lucerna e successivamente a Montreux, e qui visse con Margaret Jennings, conosciuta come Nan, governante assunta quando nacque il terzo figlio e alla quale rimase molto legato per tutto il resto della sua vita. Continuò a scrivere fino all'età di ottanta anni. Morì il 6 gennaio 1981 a Glion. I funerali ebbero luogo alla Chiesa Cattolica Notre Dame in Vevey e venne sepolto a La Tour-de-Peilz. Sulla sua tomba è presente la semplice iscrizione: "Author of The Keys of the Kingdom" (Autore de Le chiavi del Regno). Molti dei suoi scritti tra cui pubblicazioni, manoscritti letterali inediti, disegni, lettere, saggi, libri di laboratorio e anche la sua tesi in medicina, sono conservati alla National Library of Scotland e al Centro Harry Ransom all'università del Texas.

## Opere
- Il castello del cappellaio (Hatter's Castle, 1931, ISBN 0-450-03486-0)
- Tre amori (Three Loves, 1932, ISBN 0-450-02202-1
- Gran Canaria (Grand Canary, 1933, ISBN 0-450-02047-9
- E le stelle stanno a guardare (The Stars Look Down, 1935, ISBN 0-450-00497-X)
- La cittadella (The Citadel, 1937, ISBN 0-450-01041-4
- Angeli della notte (Vigil in the Night, serie, 1939)
- E Giove ride (Jupiter Laughs, opera teatrale, 1940)
- Le chiavi del regno (The Keys of the Kingdom, 1941, ISBN 0-450-01042-2
- Caleidoscopio (Kaleidoskope in "K", 1942)
- La valigetta del dottore (The Adventures of a Black Bag, 1943, rev. 1969, ISBN 0-450-00306-X)
- Anni verdi (The Green Years, 1944, ISBN 0-450-01820-2)
- La via di Shannon (Shannon's Way, 1948, ISBN 0-450-03313-9)
- Il giardiniere spagnolo (The Spanish Gardener, 1950, ISBN 0-450-01108-9), trad. di Paolo Gobetti, Milano, Bompiani, 1951-2022; Collana Oscar n.415, Milano, Mondadori, 1972.
- Avventure in due mondi (Adventures in Two Worlds, 1952, ISBN 0-450-03195-0, autobiografia
- Viviamo ancora (Beyond This Place, 1953, ISBN 0-450-01708-7
- La bellezza non svanirà (A Thing of Beauty, 1956, ISBN 0-515-03379-0; pubblicato anche come Crusader's Tomb, 1956, ISBN 0-450-01394-4
- La luce del nord (The Northern Light, 1958, ISBN 0-450-01538-6)
- The Innkeeper's Wife (1958)
- The Cronin Omnibus (1958) ISBN 0-575-05836-6
- Il medico dell'isola (The Native Doctor; pubblicato anche come An Apple in Eden; 1959)
- L'albero di Giuda (The Judas Tree, 1961, ISBN 0-450-01393-6)
- La canzone da sei soldi (A Song of Sixpence, 1964, ISBN 0-450-03312-0)
- Uno strano amore (A Pocketful of Rye, 1969, ISBN 0-450-39010-1)
- Neve incantata (Enchanted Snow, 1970)
- Ma il cielo non risponde (Desmonde, 1975, ISBN 0-316-16163-2; pubblicato anche come The Minstrel Boy, 1975, ISBN 0-450-03279-5)
- La dama dai garofani (Lady with Carnations, 1976, ISBN 0-450-03631-6])
- Grazia Lindsay (Gracie Lindsay, 1978, ISBN 0-450-04536-6)
- Dottor Finlay (Doctor Finlay of Tannochbrae, 1978, ISBN 0-450-04246-4)
- Dr. Finlay: Further Adventures of a Black Bag (2003) ISBN 0-563-49432-8

## Filmografia
- Once to Every Woman (1934) (da Caleindoscopio) di Lambert Hillyer
- Gran Canaria (Grand Canary) (1934) di Irving Cummings
- La cittadella (The Citadel, 1938) di King Vidor con Rosalind Russell e Rex Harrison
- E le stelle stanno a guardare (The Stars Look Down, 1939) di Carol Reed, voce narrante Lionel Barrymore (versione inglese)
- Angeli della notte (Vigil in the Night) (1940) di George Stevens con Carole Lombard
- Shining Victory (1941) (da Giove ride) di Irving Rapper con Bette Davis
- Il castello del cappellaio (Hatter's Castle) (1941) di Lance Comfort con Deborah Kerr e James Mason
- Le chiavi del paradiso (The Keys of the Kingdom, 1944) di John M. Stahl con Gregory Peck e Vincent Price
- Anni verdi (The Green Years, 1946) di Victor Saville con Charles Coburn e Jessica Tandy
- Ich suche Dich ("I Seek You" - da Giove ride) (1953) di O. W. Fischer
- Sabar Uparey (da Viviamo ancora) (1955) di Agradoot
- Il giardiniere spagnolo (The Spanish Gardener) (1957) di Philip Leacock
- Kala Pani ("Black Water" - da Viviamo ancora) (1958) di Raj Khosla
- Sentenza che scotta (da Viviamo ancora, 1959) di Jack Cardiff con Van Johnson e Vera Miles
- Poola Rangadu (da Viviamo ancora) (1967) di Adurthi Subba Rao
- Tere Mere Sapne ("Our Dreams" - da La cittadella) (1971) di Vijay Anand
- Jiban Saikate (da La cittadella) (1972) di Swadesh Sarkar
- Mausam ("Seasons" da L'albero di Giuda) (1975) di Gulzar
- Madhura Swapnam (da La Cittadella) (1982) di K. Raghavendra Rao